# Базен
Базен је објекат са вештачки затвореном воденом масом, који се користи за пливање из спорта, или рекреације. Постоји више стандардних величина базена: највећи је олимпијски базен, дужине 50 m и ширине 25 m. Димензије базена могу бити веће или мање од тога, правилних или неправилних облика, на отвореном, у затвореном простору, у покретним објектима, најчешће путничким бродовима и луксузним јахтама, и од разних материјала: металаа, пластике, стаклопластике (фиберглас), или бетонаа.
Према намени, базени се деле на јавне (на услузи грађанима) и приватне (које користи само власник и његови гости). Базене је могуће наћи у бројним здравственим установама, клубовима, хотелима, центрима лепоте. Такође, базени са грејаном водом или подводним воденим млазом користе се за масажу или терапије. Базени се користе и за вежбе ронилаца, спасилачких служби и симулацију бестежинског стања за астронауте.
Базени су у већини случајева дезинфиковани хлором, бромом и минералним средствима ради превенције ширења бактерија, вируса, алги, и ларви инсеката кориштењем филтера који базенима омогућавају адекватан проток воде. Ради могућих негативних ефеката хемијских средстава, у новије време траже се и алтернативна, еко-компатибилна средства.

## Историја

### Премодерни базени
„Велико купатило” у месту Мохенџо-Даро у данашњем Пакистану је највероватније био први базен за пливање, који је ископан током 3. миленијума пре нове ере. Овај базен је 12 са 7 метара, обложен је циглама и прекривен заптивачем на бази катрана.
Стари Грци и Римљани су градили вештачке базене за атлетске тренинге у палестрама, за наутичке игре и војне вежбе. Римски цареви су имали приватне базене у којима се држала и риба, те је једна од латинских речи за базен била piscina. Први грејани базен саградио је Гај Мецена у својим баштама на брду Есквилин у Риму, вероватно негде између 38. и 8. п. н. е.. Гај Мецена је био богати царски саветник Августа и сматран је једним од првих покровитеља уметности.
Древни Синхалези су изградили пар базена под називом „Кутам Покуна“ у краљевству Анурадапура, Шри Ланка, у 6. веку нове ере. Они су били украшени степеницама, ћуповима или лонцима обиља, и украсним орнаментима.

### Деветнаести век
Базени су постали популарни у Британији средином 19. века. Још 1837. у Лондону, Енглеска, постојало је шест затворених базена са даскама за скокове у воду. Верује се да је пливачки клуб Мејдстон у Мејдстону у Кенту најстарији преживели пливачки клуб у Британији. Основан је 1844. године, као одговор на забринутост због утапања у реци Медвеј, посебно зато што би се потенцијални спасиоци често удавили јер ни сами нису могли да пливају до безбедне воде. Клуб је некада пливао на реци Медвеј, а одржавао је трке, такмичења у скоковима у воду и ватерполо утакмице. Новине The South East Gazette су у јулу 1844. известиле је о забави за доручак на води: кафа и кекс су сервирани на плутајућем сплаву у реци. Кафа се држала врућом на ватри; чланови клуба морали су у исто време да газе воду и пију кафу. Последњи пливачи успели су да преврну сплав, на забаву 150 гледалаца.
Модерне Олимпијске игре почеле су 1896. године и укључивале су пливачке трке, након чега је популарност базена почела да се шири. У САД, Рекет клуб у Филаделфији (1907) има један од првих модерних надземних базена на свету. Први базен који је изашао на море на океанском броду постављен је на броду Јадран предузећа Вајт Стар Лајн 1906. године. Најстарији познати јавни базен у САД, Андервуд Пул, налази се у Белмонту у Масачусетсу.
Двоспратна зграда за купање од белог бетона састављена од хоризонталних кубичних блокова изграђена 1959. године на Војном колеџу Ројал роудс налази се у Регистру историјских места Канаде.

### Светски рекорди
Према Гинисовој књизи рекорда, највећи базен на свету је базен са морском водом Сан Алфонсо дел Мар у Алгаробу, Чиле. Дугачак је 1013 m и има површину од 8 ha. На најдубљем делу је 3,5 m дубок. Завршен је у децембру 2006. године.
Највећи затворени базен са таласима на свету налази се у воденом парку Дримворксу Ист Радерфорд, Њу Џерзи, Сједињене Америчке Државе, а највећи затворени базен у Северној Америци је Неутрал Бојанси Лаб у објекту за обуку Сони Картер при НАСА Свемирском центру Џонсон у Хјустону.
Године 2021, Дип Дајв Дубаји, који се налази у Дубаију, УАЕ, добио је сертификат Гинисове књиге светских рекорда као најдубљи базен на свету који достиже 60 m. Базен Y-40 у хотелу Терме Милепини у Падови, Италија, претходно је држао рекорд, 42,15 m, од 2014. до 2021. године.
Флајшхакер базен у Сан Франциску био је највећи отворени базен са грејањем у Сједињеним Државама. Отворен 23. априла 1925. године, имао је димензије 300 са 50 m и био је толико велик да су спасиоци користили кајаке за патролу. Затворен је 1971. због недовољног покровитељства.
У Европи, највећи базен отворен је 1934. године у Елблагу (Пољска), пружајући водену површину од 33500 m².
Један од највећих икад изграђених базена је наводно створен у Москви након што је Палата Совјета остала недовршена. Темељи палате су након процеса дестаљизације претворени у отворени „Московски базен”. Међутим, након пада комунизма, Саборна црква Христа Спаситеља је поново изграђена на том месту између 1995. и 2000. године; тамо се првобитно и налазила катедрала.
Верује се да је највиши базен у Јангбаџајну (Тибет, Кина). Ово одмаралиште се налази на надморској висини од 4.200 m и има два затворена базена и један отворени базен, сви напуњени водом из топлих извора.

## Галерија
- Отворени базен
- Затворени базен
- Базен за скокове у воду
- Базен у Лас Вегасу
- Стари римски базен у Бату, Енглеска

## Рефереренце
1. ↑  „Great Bath, Mohenjo-daro”. harappa.com.
2. ↑  Wiseman, T.P. (20. 9. 2016). „Maecenas and the Stage”. Papers of the British School at Rome. 84: 131—155. S2CID 193579486. doi:10.1017/S0068246216000040.
3. ↑  „Gaius Maecenas, or Gaius Cilnius Maecenas (Roman diplomat and patron)”. Britannica Online Encyclopedia. Архивирано из оригинала 13. 10. 2007. г.
4. ↑  „WWW Virtual Library: ANURADHAPURA”. www.lankalibrary.com.
5. ↑  Kuttam Pokuna by Lanka Pradeepa, 3 November 2020, retrieved 8 July 2022.
6. ↑  „Lidos: Links and References”. Архивирано из оригинала 23. 2. 2015. г. Приступљено 19. 4. 2015.
7. ↑  „Historical Titbits”. Maidstone Swimming Club. Архивирано из оригинала 25. 1. 2012. г. Приступљено 26. 10. 2011.
8. ↑  „TGOL – Adriatic”. Архивирано из оригинала 11. 6. 2015. г.
9. ↑  Belmont Historical Society;  . (2000). Belmont. Charleston, SC: Arcadia Publishing. стр. 8. ISBN 978-0-7385-0466-7. Приступљено 15. 11. 2016.
10. ↑  „Yrjönkatu Swimming Hall”. My Helsinki.
11. ↑  „HistoricPlaces.ca – Recherche”. Архивирано из оригинала 24. 2. 2009. г.
12. ↑  Berlin, Jeremy. „Big Dipper: The World's Largest Pool”. National Geographic Magazine blog central. Архивирано из оригинала 15. 1. 2011. г. Приступљено 16. 1. 2011.
13. ↑  „World's Largest Swimming Pool”. Guinness World Records. Архивирано из оригинала 13. 1. 2008. г. Приступљено 24. 1. 2008.
14. ↑  Katzban, Nicholas (12. 11. 2018). „See the progress on the American Dream water park, now taking shape”. NorthJersey.com. Приступљено 9. 3. 2019.
15. ↑  NASA, Behind the Scenes: Training. Retrieved 7 May 2007
16. ↑  „Deep Dive Dubai - The world's deepest pool”. Deep Dive Dubai. Приступљено 2. 8. 2021.
17. ↑  Kaddoura, Mohamad (21. 7. 2021). „Explore the world's deepest diving pool that holds a sunken city”. Guinness World Records. Приступљено 2. 8. 2021.
18. ↑  „Dive into the world's deepest swimming pool at 130ft”. The Telegraph. Архивирано из оригинала 23. 9. 2014. г.
19. ↑  „San Francisco Zoological Society – About the Zoo – Historic Sites”. The San Francisco Zoo. Архивирано из оригинала 9. 1. 2012. г. Приступљено 10. 3. 2008.
20. ↑  „Kąpielisko miejskie – Elbląg” (на језику: пољски). MOSiR Elbląg. Архивирано из оригинала 26. 6. 2010. г. Приступљено 13. 11. 2012.
21. ↑  „DESTRUCTION (1931–1990)”. Архивирано из оригинала 1. 4. 2015. г. Приступљено 19. 4. 2015.
22. ↑  安才旦 (2003). Travel guide to Tibet of China. China Intercontinental Press. стр. 28. ISBN 978-7-5085-0374-5. Приступљено 30. 11. 2010.